# Byråd
Byråd är det utövande organet i norska kommuner som styrs genom parlamentarism. I Norge är det Oslo kommun, Bergens kommun och Tromsø kommun som styrs av byråd. Byrådet leds av en byrådsledare och har ett antal byrådsmedlemmar med ansvar for olika ämnesområden. Byrådet är ansvarigt inför bystyret och kan fällas av detta genom misstroendeomröstning.
Byråd är även namnet på den kommunala representationen i vissa danska kommuner som tidigare innehaft stadsrättigheter.